# Robert IV de Sablé
Robert IV de Sablé (1150 - 23 de septiembre de 1193), llamado simplemente Robert de Sablé, fue un noble angevino y undécimo gran maestre de la Orden del Temple entre junio de 1191 y septiembre de 1193, que combatió junto a Ricardo I de Inglaterra en la Tercera Cruzada.

## Biografía
Robert IV de Sablé nació en Anjou, Francia, en 1150, hijo de Robert III de Sablé, y de la Dama Hersende d'Anthenaise de Chaouches y de Malicorne, hija de Savary I d'Anthenaise.
Viaja a las cortes de Enrique II de Inglaterra y de Ricardo I de Inglaterra. El Caballero, para luchar, partió a España, Portugal y Sicilia.
En 1189 Robert de Sablé ingresó en la Orden del Temple, y adquirió el puesto de gran maestre cuando llegó a Acre dos años más tarde, en 1191, para ayudar en los esfuerzos de su Orden en la Tercera Cruzada.
Ostentando el cargo durante un breve periodo de tiempo, fue capaz de conquistar Acre para los cristianos, asegurando el control templario sobre ella. Se dedicó a asegurar las ciudades de Damasco, Jerusalén y Acre en manos templarias, para prepararse para combatir contra los líderes de las Cruzadas, Ricardo I de Inglaterra y Saladino.
El 7 de septiembre de 1191 De Sablé estuvo en Arsuf ayudando a Ricardo en la Tercera Cruzada, para convencerle de que debía aliarse con Saladino.

## Gran maestre de la Orden del Temple
Formando parte de la nobleza local, fue iniciado en la Orden del Temple.
En 1190, Ricardo I de Inglaterra participó en la Tercera Cruzada en un intento para tomar Jerusalén. Ricardo fue acompañado de De Sablé convirtiéndose así en su consejero. Llegaron a Acre el 6 de junio de 1191, donde poco después De Sablé fue nombrado gran maestre de los Caballeros Templarios. Tuvo como objetivo explotar al máximo la guerra de las Cruzadas para tomar la región, construyendo un Nuevo Mundo. El 12 de julio de 1191, los cruzados tomaron Acre gracias a las acciones de De Sablé.

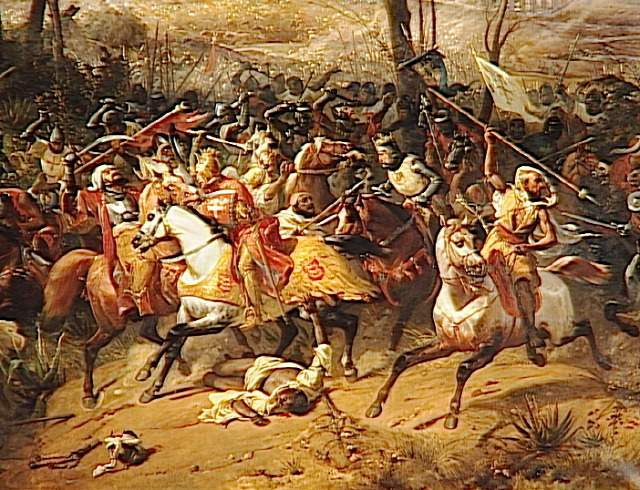
Batalla de Arsuf.

## Batalla de Arsufy muerte
El 7 de septiembre de 1193, los cruzados y los sarracenos se encontraron en Arsuf, dando comienzo a la Tercera Cruzada. De Sablé estuvo en el campamento de Ricardo aconsejándole de la batalla, mientras discutían tácticas para vencer a los musulmanes.
El 23 de septiembre de 1193 Robert de Sablé murió en batalla a los 43 años de edad.

## Descendencia
En 1174 Robert de Sablé se casó con Clemence de Mayenne, hija de Geoffroy III de Mayenne y de Isabelle de Meulan. Clemence apareció repetidas veces en los actos de su marido, pero a partir de 1189 no se tiene ningún dato histórica sobre Clemence. Se sabe que desde su entrada en la Orden del Temple era viudo.
Con este matrimonio tuvo tres hijos:
- Geoffroy de Cornillé
- Margarita de Sablé (1175-1238), esposa de William des Roches
- Philippe de Sablé

## Ascendencia
|  |                                                      |  |  |  |  |  |  |  |  |  |  |  |  |  |  |  |
|  | 16. Robert de Nevers                                 |  |  |  |  |  |  |  |  |  |  |  |  |  |  |  |
|  |                                                      |  |  |  |  |  |  |  |  |  |  |  |  |  |  |  |
|  |                                                      |  |  |  |  |  |  |  |  |  |  |  |  |  |  |  |
|  | 8. Robert II de Sablé                                |  |  |  |  |  |  |  |  |  |  |  |  |  |  |  |
|  |                                                      |  |  |  |  |  |  |  |  |  |  |  |  |  |  |  |
|  |                                                      |  |  |  |  |  |  |  |  |  |  |  |  |  |  |  |
|  | 17. Avoise de Sablé                                  |  |  |  |  |  |  |  |  |  |  |  |  |  |  |  |
|  |                                                      |  |  |  |  |  |  |  |  |  |  |  |  |  |  |  |
|  |                                                      |  |  |  |  |  |  |  |  |  |  |  |  |  |  |  |
|  | 4. Lisiard de Sablé                                  |  |  |  |  |  |  |  |  |  |  |  |  |  |  |  |
|  |                                                      |  |  |  |  |  |  |  |  |  |  |  |  |  |  |  |
|  |                                                      |  |  |  |  |  |  |  |  |  |  |  |  |  |  |  |
|  | 18. Herbert de La Suse                               |  |  |  |  |  |  |  |  |  |  |  |  |  |  |  |
|  |                                                      |  |  |  |  |  |  |  |  |  |  |  |  |  |  |  |
|  |                                                      |  |  |  |  |  |  |  |  |  |  |  |  |  |  |  |
|  | 9. Hersende de la Suze                               |  |  |  |  |  |  |  |  |  |  |  |  |  |  |  |
|  |                                                      |  |  |  |  |  |  |  |  |  |  |  |  |  |  |  |
|  |                                                      |  |  |  |  |  |  |  |  |  |  |  |  |  |  |  |
|  | 19. Éremburge                                        |  |  |  |  |  |  |  |  |  |  |  |  |  |  |  |
|  |                                                      |  |  |  |  |  |  |  |  |  |  |  |  |  |  |  |
|  |                                                      |  |  |  |  |  |  |  |  |  |  |  |  |  |  |  |
|  | 2. Robert III de Sablé                               |  |  |  |  |  |  |  |  |  |  |  |  |  |  |  |
|  |                                                      |  |  |  |  |  |  |  |  |  |  |  |  |  |  |  |
|  |                                                      |  |  |  |  |  |  |  |  |  |  |  |  |  |  |  |
|  | 20. Arthaud I de Briollay, señor de Rochefort        |  |  |  |  |  |  |  |  |  |  |  |  |  |  |  |
|  |                                                      |  |  |  |  |  |  |  |  |  |  |  |  |  |  |  |
|  |                                                      |  |  |  |  |  |  |  |  |  |  |  |  |  |  |  |
|  | 10. Geoffroy de Briollay, señor de Champtoceaux      |  |  |  |  |  |  |  |  |  |  |  |  |  |  |  |
|  |                                                      |  |  |  |  |  |  |  |  |  |  |  |  |  |  |  |
|  |                                                      |  |  |  |  |  |  |  |  |  |  |  |  |  |  |  |
|  | 21. Dame Alsende de Rochefort                        |  |  |  |  |  |  |  |  |  |  |  |  |  |  |  |
|  |                                                      |  |  |  |  |  |  |  |  |  |  |  |  |  |  |  |
|  |                                                      |  |  |  |  |  |  |  |  |  |  |  |  |  |  |  |
|  | 5. Thiphaine de Briollay                             |  |  |  |  |  |  |  |  |  |  |  |  |  |  |  |
|  |                                                      |  |  |  |  |  |  |  |  |  |  |  |  |  |  |  |
|  |                                                      |  |  |  |  |  |  |  |  |  |  |  |  |  |  |  |
|  | 22. Jean I de Beauvau, señor de Jarzé                |  |  |  |  |  |  |  |  |  |  |  |  |  |  |  |
|  |                                                      |  |  |  |  |  |  |  |  |  |  |  |  |  |  |  |
|  |                                                      |  |  |  |  |  |  |  |  |  |  |  |  |  |  |  |
|  | 11. Garnoise de Jarzé                                |  |  |  |  |  |  |  |  |  |  |  |  |  |  |  |
|  |                                                      |  |  |  |  |  |  |  |  |  |  |  |  |  |  |  |
|  |                                                      |  |  |  |  |  |  |  |  |  |  |  |  |  |  |  |
|  | 23. Berthe de Mayenne                                |  |  |  |  |  |  |  |  |  |  |  |  |  |  |  |
|  |                                                      |  |  |  |  |  |  |  |  |  |  |  |  |  |  |  |
|  |                                                      |  |  |  |  |  |  |  |  |  |  |  |  |  |  |  |
|  | 1. Robert IV de Sablé                                |  |  |  |  |  |  |  |  |  |  |  |  |  |  |  |
|  |                                                      |  |  |  |  |  |  |  |  |  |  |  |  |  |  |  |
|  |                                                      |  |  |  |  |  |  |  |  |  |  |  |  |  |  |  |
|  | 6. Savary I d'Anthenaise                             |  |  |  |  |  |  |  |  |  |  |  |  |  |  |  |
|  |                                                      |  |  |  |  |  |  |  |  |  |  |  |  |  |  |  |
|  |                                                      |  |  |  |  |  |  |  |  |  |  |  |  |  |  |  |
|  | 3. Hersende d'Anthenaise de Chaouches y de Malicorne |  |  |  |  |  |  |  |  |  |  |  |  |  |  |  |
|  |                                                      |  |  |  |  |  |  |  |  |  |  |  |  |  |  |  |
|  |                                                      |  |  |  |  |  |  |  |  |  |  |  |  |  |  |  |

## Legado
Un nizarí escribió en un códice el estado de los Templarios tras la muerte de De Sablé.
Los Templarios recordarían a De Sablé como un hombre valiente y una mente ilustre de la historia que a pesar de su corto mandato había cambiado la forma de pensar de su Orden.
| Predecesor: Gérard de Ridefort | Gran maestre de la Orden del Temple 1191 - 1193 | Sucesor: Gilbert Hérail |

## En la cultura popular
En el videojuego Assassin's Creed, Robert de Sablé toma el rol de antagonista principal, y muere a manos de Altaïr Ibn-La'Ahad.